# 切短拟管螺
切短拟管螺（学名：Hemiphaedusa decurtata），是柄眼目烟管蜗牛科台湾纺锤烟管蜗牛属的一种。主要分布于中国大陆，常栖息在山区、丘陵地区、灌木丛、草丛或岩石上，在公园杂草丛中、石块下也常发现。